# Andrea Sutherland
Andrea Sutherland (* 26. Mai 1988 im Clarendon Parish) ist eine ehemalige jamaikanische Hürdenläuferin, die sich auf die 400-Meter-Distanz spezialisiert hat.

## Sportliche Laufbahn
Erste internationale Erfahrungen sammelte Andrea Sutherland vermutlich im Jahr 2004, als sie bei den Zentralamerika- und Karibikjuniorenmeisterschaften in Coatzacoalcos in 56,53 s den vierten Platz im 400-Meter-Lauf in der U16-Altersklasse belegte. Im Jahr darauf schied sie bei den Jugendweltmeisterschaften in Marrakesch mit 61,49 s in der ersten Runde über 400 m Hürden aus und 2009 begann sie ein Studium an der Texas A&M University in den Vereinigten Staaten. 2011 wurde sie NCAA-Collegemeisterin in der 4-mal-400-Meter-Staffel in der Halle und im Freien und im selben Jahr siegte sie in 56,75 s über 400 m Hürden bei den Zentralamerika- und Karibikmeisterschaften in Mayagüez und siegte dort in 3:29,86 min auch mit der jamaikanischen 4-mal-400-Meter-Staffel. 2013 beendete sie dann ihre aktive sportliche Karriere im Alter von 25 Jahren.

## Persönliche Bestzeiten
- 400 Meter: 53,67 s, 2. April 2011 in Baton Rouge
  - 400 Meter (Halle): 53,98 s, 26. Januar 2013 in College Station
- 400 m Hürden: 56,44 s, 24. Juni 2011 in Kingston